# Luszawa (gmina)
Luszawa (do 1877 Ostrówek; od 1948 Leszkowice) – dawna gmina wiejska istniejąca do 1948 roku w woj. lubelskim (dzisiejsze woj. lubelskie). Siedzibą gminy była Luszawa, a następnie Leszkowice.
Gmina powstała za Królestwa Polskiego w powiecie lubartowskim w guberni lubelskiej w 1877 roku u z obszaru zniesionej gminy Ostrówek (w 1877 figuruje już nazwa gmina Luszawa).
W okresie powojennym gmina Luszawa należała do powiatu lubartowskiego w woj. lubelskim.
20 grudnia 1948 roku gmina została zniesiona, po czym z jej obszaru utworzono gminę Leszkowice z siedzibą w Leszkowicach.